# Yo soy Greta
Yo soy Greta es un documental del año 2020 producido internacionalmente y dirigido por Nathan Grossman, siguiendo la activista por el cambio climático Greta Thunberg. La película tuvo su estreno mundial en el 77.º Festival Internacional de Cine de Venecia el 3 de septiembre de 2020 y se estrenó en Hulu el 13 de noviembre de 2020.

## Producción
En diciembre de 2019, se anunció que Nathan Grossman dirigiría una película documental sobre Greta Thunberg, con la distribución de Hulu.

## Lanzamiento
Yo soy Greta tuvo su estreno mundial en el 77° Festival Internacional de Cine de Venecia el 3 de septiembre de 2020.
 También se proyectó en el Festival Internacional de Cine de Toronto el 11 de septiembre de 2020

 y en el Filmfest de Hamburgo el 3 de octubre de 2020.
 La película fue estrenada en el Reino Unido y Alemania el 16 de octubre de 2020 por Dogwoof y Filmwelt.
 Fue lanzado en los Estados Unidos el 13 de noviembre de 2020.

## Recepción
En el agregador de reseñas Rotten Tomatoes, la película tiene una calificación de aprobación del 79% basada en 81 reseñas, con una calificación promedio de 7/10. El consenso de los críticos del sitio web dice: «Es posible que el público no aprenda nada nuevo de Yo soy Greta, pero su conmovedora crónica de los esfuerzos de la joven activista es inspiradora».
 En Metacritic, la película tiene un puntaje promedio ponderado de 69 sobre 100, basado en 20 críticos, lo que indica "críticas generalmente favorables".